# Cultura di Cernavodă

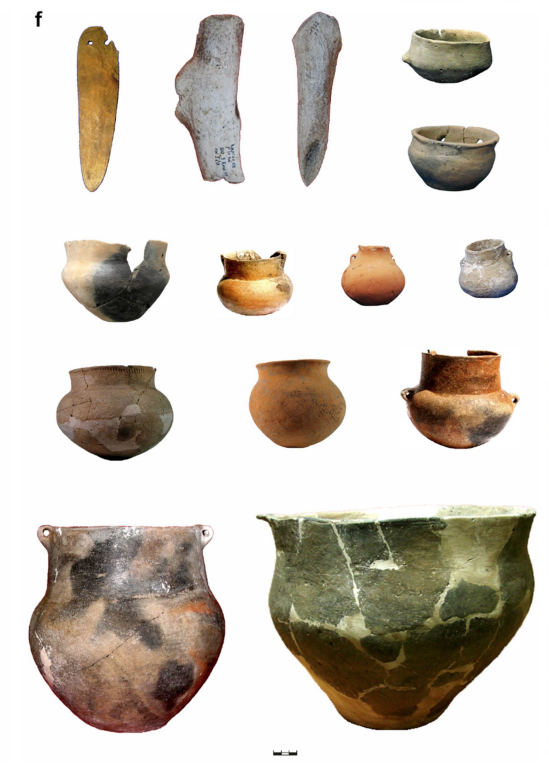
Manufatti in osso, metallo e ceramica

La cultura di Cernavodă (tra il 4000 e il 3200 a.C.) è una tarda cultura dell'Età del Rame del corso inferiore del fiume Bug e del Danubio situata lungo le coste del Mar Nero ed in parte nell'entroterra. Prende il nome dalla città di Cernavodă in Romania.
La cultura di Cernavodă succede alla più antica cultura di Karanovo (o di Gumelniţa) su gran parte della stessa area, suggerendo di esserne stata la causa della distruzione.
È caratterizzata da insediamenti fortificati collinari. Il vasellame e le sepolture condividono caratteristiche con quelle delle culture kurgan più orientali, tradizionalmente considerate indoeuropee.
Nel contesto dell'ipotesi kurganica, la cultura di Cernavodă può essere interpretata come un'ibridizzazione di un substrato pre-indoeuropeo con intrusioni di elementi indoeuropei.
È considerata parte del complesso Balcanico-Danubiano che si estende per tutta la lunghezza del fiume fino in Germania attraverso il fiume Elba e la cultura di Baden.
Dalla sua parte nord-orientale si pensa essersi originata la Cultura di Coţofeni (o di Usatovo). 
È stato suggerito che nella cultura di Cernavodă potrebbe essersi sviluppato il ramo anatolico (ittita, luvio) delle lingue indoeuropee, che successivamente sarebbe penetrato in Anatolia.
In tempi più recenti nella regione erano stanziati Daci e Traci.